# Crofton (Nebraska)
Crofton je grad u američkoj saveznoj državi Nebraska. Prema popisu stanovništva iz 2010. u njemu je živjelo 726 stanovnika.